# Andreaskirche (Stuttgart-Uhlbach)

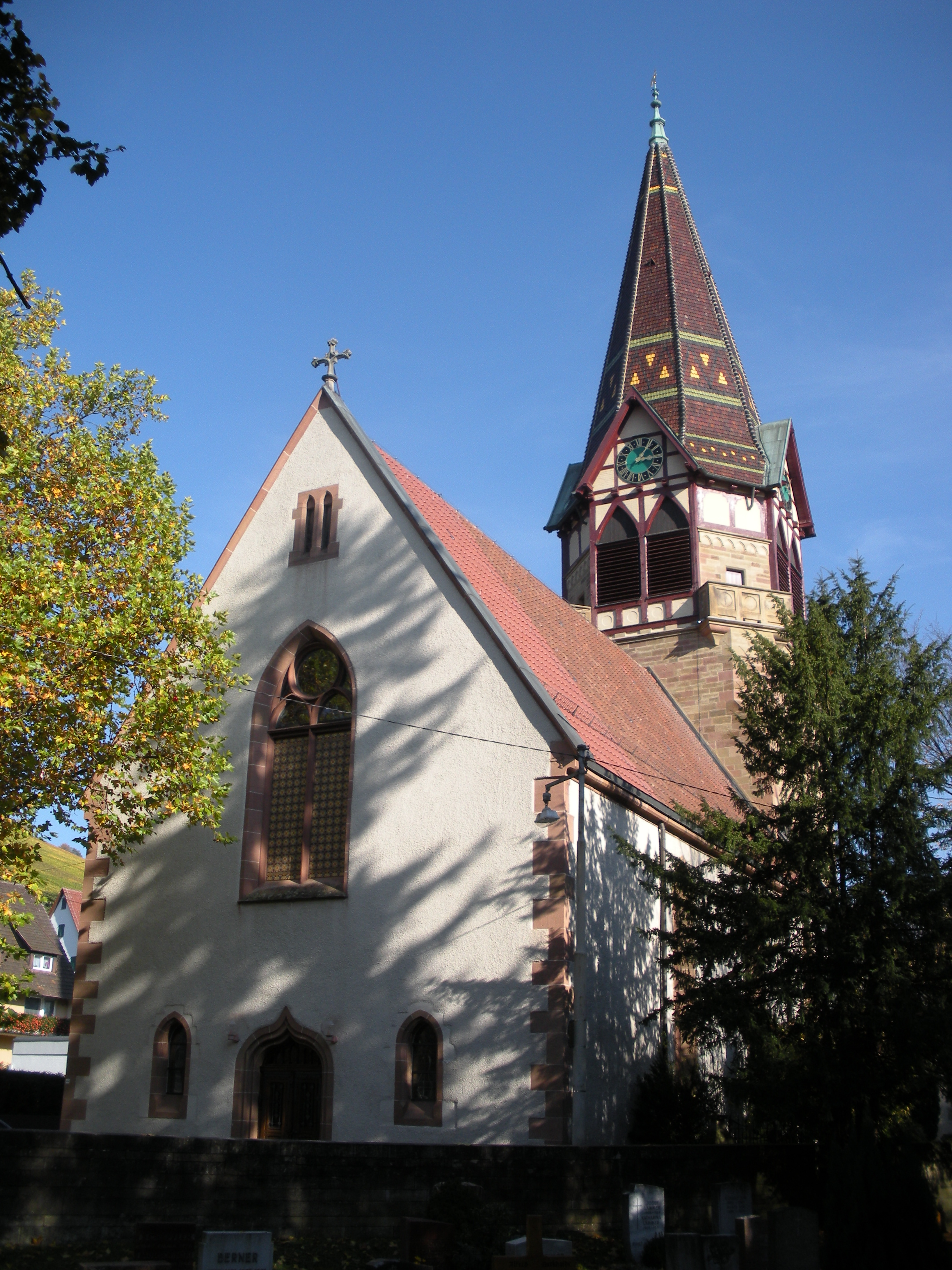
Andreaskirche in Uhlbach

Die Andreaskirche ist die evangelische Pfarrkirche von Uhlbach, einem Stadtteil von Stuttgart. Das Bauwerk ist beim Landesamt für Denkmalpflege Baden-Württemberg als Baudenkmal eingetragen. Die Kirchengemeinde gehört zum Kirchenkreis Stuttgart der Evangelischen Landeskirche in Württemberg.

## Beschreibung
Die Saalkirche wurde 1490 unter Verwendung des Chorturms einer spätgotischen Kapelle aus dem Jahr 1386 erbaut. Nach einem Entwurf von Heinrich Dolmetsch wurde das Langhaus im Westen des Chorturms 1894/95 neugotisch umgebaut. Der Chorturm auf quadratischem Grundriss wurde mit einem achteckigen Geschoss aufgestockt. An vier Seiten wurden ihm Balkone vorgesetzt. Die anderen vier Seiten beherbergen die Klangarkaden für die fünf Kirchenglocken. Die Zifferblätter der Turmuhr befinden sich in den Giebels oberhalb der Klangarkaden. Darauf sitzt ein achtseitiger Helm. 
Die Kirchenausstattung ist vollständig erhalten. Die Orgel wurde 1990 von der Giengener Orgelmanufaktur Gebr. Link in das Gehäuse des Vorgängerinstruments von Carl Gottlieb Weigle aus dem 19. Jahrhundert gebaut. Sie besitzt 28 Register, verteilt auf drei Manuale und Pedal.